# Йохан X Кемерер фон Вормс
Йохан X Кемерер фон Вормс (на немски: Johann X/XI (Hennichin) Kämmerer von Worms; von Hohenstein; * ок. 1345; † 9 октомври 1415) е немски благородник, „кемерер“, господар на Вормс-Далберг в Рейнланд-Пфалц на служба на Курпфалц. Йохан X/XI използва като пръв член на фамилията Кемерер фон Вормс допълнителното име „фон Далберг“.

## Произход и управление
Той е син на Винанд I Кемерер († 1365), господар на Валдек, и съпругата му Демудис фон Бехтолсхайм († 1348), дъщеря на Петер фон Бехтолсхайм († сл. 1342) и Демудис фон Левенщайн († сл. 1342). Брат е на рицар Петер Кемерер фон Бехтолсхайм († 1387) и на рицар Волф/Волфрам Кемерер фон Валдек († 1377).
Йохан X/XI е 1366 г. еделкнапе (оръженосец) и през 1374 г. рицар. През 1395 г. той е „дворцов майстер“ в двора на Рупрехт II († 1398) и главен съдия в Курпфалц. Той изпълнява дипломатически задачи. През 1402 г. Йохан X/XI дава 3 000 гулдена на заем на крал Рупрехт III за планувания поход в Италия, който обаче не се състои.
Йохан X Кемерер фон Вормс умира на 9 октомври 1415 г. и е погребан в църквата Св. Катарина в Опенхайм.

## Фамилия
Първи брак: с Елизабет фон Виненберг († 1397), дъщеря на Филип фон Виненберг от Опенхайм. Те имат децата:
- Йохан XIV († 18 октомври 1383)
- Грета († 24 юли 1383)

Втори брак: на 11/26 март 1398 г. с Анна фон Бикенбах († 22 март 1415), внучка на Конрад III фон Бикенбах († 1354), дъщеря на Конрад V фон Бикенбах Млади († 1393) и Маргарета фон Вайлнау († сл. 1390). Те имат децата:
- Анна († 30 октомври 1410)
- Йохан XVII († 2 юли 1431, битка при Булгневил), бургграф на Щаркенбург, женен 1424 г. за Анна фон Хелмщат († 10 април 1466), дъщеря на Йохан (Ханс) фон Хелмщат († 1422), господар на Бишофсхайм-Грумбах, и Гуитгин (Гута) Кнебел фон Катценелнбоген (* ок. 1369)
- Ида († 1411)
- Демудис Кемерер фон Вормс-Далберг († сл. 3 април 1455), омъжена на 4 юли 1414 г. за фогт Николаус VI фон Хунолщайн († 1455)